# Енн Кійомура
Енн Кійомура-Хаясі (англ. Ann Kiyomura-Hayashi) — американська тенісистка  1970-х років, чемпіонка Вімблдону в парному розряді.
Кійомура народилася в родині, пов'язаній з тенісом. Її мати була відомою японською тенісисткою, а батько тенісним тренером. На Вімблдоні 1973 року Енн виграла одиночні змагання серед дівчат, здолавши в фіналі Мартіну Навратілову. 1975 року Кійомура виграла парний розряд Вімблдону, граючи в парі з японською тенісисткою Кадзуко Савамацу. 

## Значні фінали

### Турніри Великого шолома

#### Парний розряд
| Результат | Рік  | Турнір          | Поверхня | Партнерка        | Супротивниці                        | Рахунок       |
| --------- | ---- | --------------- | -------- | ---------------- | ----------------------------------- | ------------- |
| Перемога  | 1975 | Wimbledon       | Трава    | Савамацу Кадзуко | Франсуаз Дюрр Бетті Стеве           | 7–5, 1–6, 7–5 |
| Поразка   | 1980 | Australian Open | Трава    | Кенді Рейнольдс  | Бетсі Нагельсен Мартіна Навратілова | 4–6, 4–6      |

## Фінали турнірів WTA

### Парний розряд: 33 (16–17)
| Результат | W-L   | Дата     | Турнір                                 | Покриття  | Партнер        | Опоненти                            | Рахунок            |
| --------- | ----- | -------- | -------------------------------------- | --------- | -------------- | ----------------------------------- | ------------------ |
| Перемога  | 1–0   | Лис 1976 | Tokyo                                  | Килим (i) | Сью Баркер     | Розмарі Касалс Франсуаз Дюрр        | 4–6, 6–3, 6–1      |
| Поразка   | 1–1   | Січ 1977 | Houston                                | Килим (i) | Сью Баркер     | Мартіна Навратілова Бетті Стеве     | 6–4, 2–6, 1–6      |
| Поразка   | 1–2   | Лют 1977 | Сан-Франциско                          | Килим (i) | Сью Баркер     | Керрі Мелвілл Грір Стівенс          | 3–6, 1–6           |
| Поразка   | 1–3   | Лют 1979 | Seattle                                | Килим (i) | Сью Баркер     | Франсуаз Дюрр Бетті Стеве           | 6–7(4–7), 6–4, 4–6 |
| Поразка   | 1–4   | Лют 1979 | Detroit                                | Килим (i) | Сью Баркер     | Бетті Стеве Венді Тернбулл          | 4–6, 6–7(5–7)      |
| Поразка   | 1–5   | Бер 1979 | Boston                                 | Килим (i) | Сью Баркер     | Керрі Рід Венді Тернбулл            | 4–6, 2–6           |
| Поразка   | 1–6   | Бер 1979 | Фінал WTA                              | Килим (i) | Сью Баркер     | Франсуаз Дюрр Бетті Стеве           | 6–7, 6–7           |
| Поразка   | 1–7   | Кві 1979 | Tokyo                                  | Килим (i) | Сью Баркер     | Франсуаз Дюрр Бетті Стеве           | 5–7, 6–7           |
| Поразка   | 1–8   | Вер 1979 | Атланта                                | Килим     | Енн Сміт       | Бетті Стеве Венді Тернбулл          | 2–6, 4–6           |
| Перемога  | 2–8   | Лис 1979 | Brighton                               | Килим     | Енн Сміт       | Ілана Клосс Лора Дюпонт             | 6–2, 6–1           |
| Перемога  | 3–8   | Лют 1980 | Окленд                                 | Килим (i) | Сью Баркер     | Грір Стівенс Вірджинія Вейд         | 6–0, 6–4           |
| Поразка   | 3–9   | Бер 1980 | Tokyo                                  | Килим (i) | Сью Баркер     | Біллі Джин Кінг Мартіна Навратілова | 5–7, 3–6           |
| Перемога  | 4–9   | Лип 1980 | Сан-Дієго, US                          | Тверде    | Трейсі Остін   | Розмарі Казалс Венді Тернбулл       | 3–6, 6–4, 6–3      |
| Перемога  | 5–9   | Жов 1980 | U.S. Indoors                           | Килим (i) | Кенді Рейнолдс | Пола Сміт Енн Сміт                  | 6–3, 4–6, 6–1      |
| Поразка   | 5–10  | Жов 1980 | Phoenix, U.S.                          | Тверде    | Кенді Рейнолдс | Пем Шрайвер Пола Сміт               | 0–6, 4–6           |
| Поразка   | 5–11  | Лис 1980 | Відкритий чемпіонат Австралії з тенісу | Трава     | Кенді Рейнолдс | Бетсі Нагелсен Мартіна Навратілова  | 4–6, 4–6           |
| Перемога  | 6–11  | Лют 1981 | Houston                                | Килим (i) | Сью Баркер     | Регіна Маршикова Мері-Лу Деніелс    | 5–7, 6–3, 6–4      |
| Поразка   | 6–12  | Лют 1981 | Seattle                                | Килим (i) | Сью Баркер     | Розмарі Казалс Венді Тернбулл       | 4–6, 1–6           |
| Перемога  | 7–12  | Бер 1981 | Лос-Анджелес                           | Килим (i) | Сью Баркер     | Пінат Луї Гарпер Маріта Редондо     | 6–1, 4–6, 6–1      |
| Перемога  | 8–12  | Тра 1981 | Tokyo                                  | Килим (i) | Сью Баркер     | Барбара Поттер Шерон Волш           | 7–5, 6–2           |
| Перемога  | 9–12  | Чер 1981 | Surbiton                               | Трава     | Сью Баркер     | Біллі Джин Кінг Ілана Клосс         | 6–1, 6–7, 6–1      |
| Перемога  | 10–12 | Сер 1981 | Richmond                               | Килим (i) | Сью Баркер     | Кеті Джордан Енн Сміт               | 4–6, 7–6, 6–4      |
| Перемога  | 11–12 | Лис 1981 | Гонконг                                | Ґрунт     | Шерон Волш     | Енн Гоббс С'юзен Лео                | 6–3, 6–4           |
| Перемога  | 12–12 | Січ 1982 | Cincinnati                             | Килим (i) | Сью Баркер     | Пем Шрайвер Енн Сміт                | 6–2, 7–6           |
| Перемога  | 13–12 | Жов 1982 | Tampa, US                              | Тверде    | Пола Сміт      | Мері-Лу П'ятек Венді Вайт           | 6–2, 6–4           |
| Перемога  | 14–12 | Лют 1983 | Palm Springs, US                       | Тверде    | Кеті Джордан   | Даянн Фромголтц Бетті Стеве         | 6–2, 6–2           |
| Перемога  | 15–12 | Бер 1983 | Boston, U.S.                           | Килим (i) | Джо Дьюрі      | Кеті Джордан Енн Сміт               | 6–3, 6–1           |
| Поразка   | 15–13 | Жов 1983 | Brighton, UK                           | Килим (i) | Джо Дьюрі      | Кріс Еверт-Lloyd Пем Шрайвер        | 5–7, 4–6           |
| Поразка   | 15–14 | Лют 1984 | Livingston, U.S.                       | Килим (i) | Джо Дьюрі      | Мартіна Навратілова Пем Шрайвер     | 4–6, 3–6           |
| Поразка   | 15–15 | Лют 1984 | Фінал WTA, U.S.                        | Килим (i) | Джо Дьюрі      | Мартіна Навратілова Пем Шрайвер     | 3–6, 1–6           |
| Перемога  | 16–15 | Бер 1984 | Парний розряд Турнір, Tokyo            | Килим (i) | Пем Шрайвер    | Барбара Джордан Елізабет Смайлі     | 6–3, 6–7(7–9), 6–3 |
| Поразка   | 16–16 | Чер 1984 | Eastbourne, UK                         | Трава     | Джо Дьюрі      | Мартіна Навратілова Пем Шрайвер     | 4–6, 2–6           |
| Поразка   | 16–17 | Сер 1984 | Mahwah, U.S.                           | Тверде    | Джо Дьюрі      | Мартіна Навратілова Пем Шрайвер     | 6–7(3–7), 6–3, 2–6 |

## Виноски
1. 1 2  Tingay L. 100 years of Wimbledon — London Borough of Enfield: Guinness Superlatives, 1977. — P. 213.
2. ↑  ITF website

| Тенісист | Це незавершена стаття про тенісиста чи тенісистку. Ви можете допомогти проєкту, виправивши або дописавши її. |